# 李八百

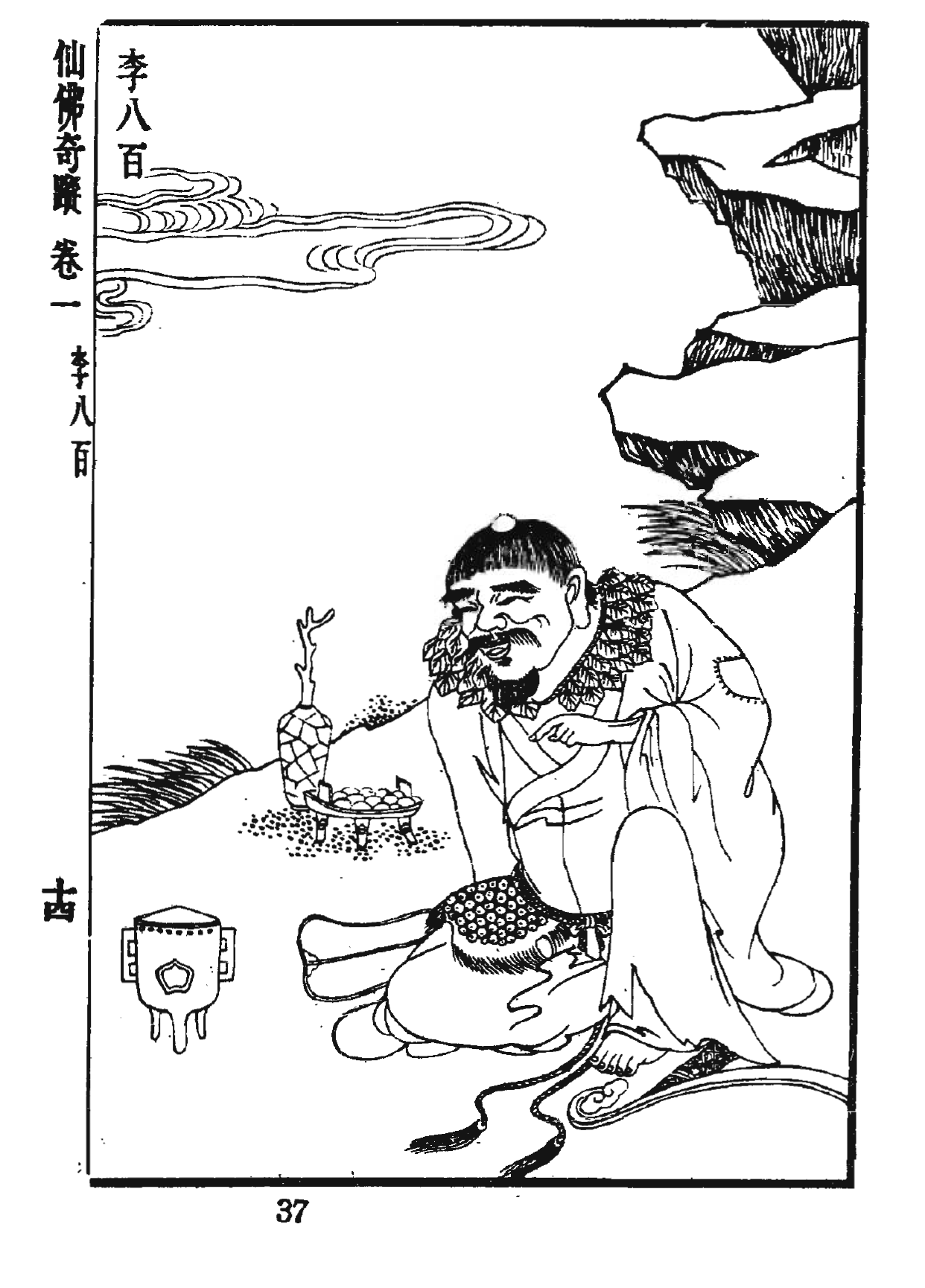
李八百，洪应明《仙佛奇踪》中的插图

李八百为道教神仙。蜀郡人。蜀人计其寿八百岁，所以称他李八百。“蜀之八仙”之一。晋葛洪《神仙传》中有其故事。曾度化唐公昉夫妇。
許多道教神仙都被稱為李八百，例如紫阳真君李真，另外李阿、李脱、李良、李洞賔，以及蜀人李宽，也称李八百。因長壽八百年，人称“李八百”。葛洪《神仙傳》分李八百、李阿為二人，各自立傳。符载《题李八百洞》诗：“后世何人来飞昇，紫阳真人李八百。”
葛洪《神仙传·李八百》稱：“李八百者，蜀人也，莫知其姓名，歷世见之，时人计其年八百岁，因以为号。”到了秦代，李八百聽說漢中唐公昉有志不遇名師，欲敎授之。他到公昉家為佣人，一日染疾，通身膿血，有惡臭，唐公昉夫妇及三婢为之舐恶疮，並奉以洗浴惡瘡美酒三十斛之試。李八百以《丹经》一卷授予唐公昉，唐公昉夫妇入云台。《四川通志》以及明代《白话仙佛奇踪》、《瑞州府志》上均有记载八百洞天。